# Alingar
L'Alingar est une rivière qui coule en Afghanistan, dans les provinces de Nourestân et de Laghman. C'est un affluent de la rivière Kaboul en rive gauche, donc un sous-affluent de l'Indus.

## Géographie
L'Alingar naît dans les hautes montagnes du district de Mandol au nord-ouest de la province de Nourestân. Dès sa naissance, il adopte approximativement la direction du sud qu'il maintient tout au long de son parcours. Il se jette dans la rivière Kaboul en rive gauche, peu après avoir baigné la ville de Lal Khanabad dans la province de Laghman, non loin de la limite de la province de Nangarhar, à une vingtaine de kilomètres en amont de la ville de Jalalabad.
Le bassin versant de l'Alingar correspond approximativement au tiers ouest de la province
de Nourestân, plus les trois quarts nord de celle de Laghman.

### Affluent
- L'Alishing qui draine le district d'Alishing, lui apporte ses eaux en rive droite.

## Alimentation
L'Alingar reçoit avant tout les eaux de fonte des neiges et des glaciers qui bordent de toute part la partie supérieure de son bassin versant dans la province de Nourestân. Son régime est de type nivo-glaciaire.

## Les débits à la station de Pol-e Kargai
Le débit de l'Alingar a été observé pendant 4 ans (1960-1964) à Pol-e Kargai, localité située peu avant le confluent avec la rivière Kaboul.
À Pol-e Kargai, le débit annuel moyen ou module observé sur cette période était de 50 m3/s pour un bassin versant de 6 160 km2. La rivière présente une irrégularité saisonnière importante.
La lame d'eau écoulée dans le bassin de la rivière atteint ainsi le chiffre de 256 millimètres par an, ce qui peut être considéré comme assez élevé.